# Nuits Zébrées

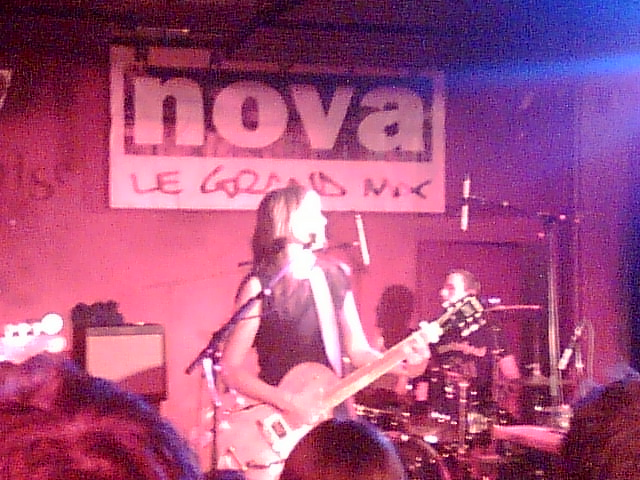
Un artiste sur la scène des NZ à la Bellevilloise

Les Nuits Zébrées (NZ) sont des émissions - concerts, à l'origine hebdomadaires et désormais mensuels, organisés par Radio Nova. Ils ont lieu à Paris à la Bellevilloise, à La machine du Moulin Rouge, au Bataclan ou bien encore au Cabaret Sauvage ou en province, partout où la radio émet. L'entrée est gratuite, sur invitation (à retirer aux studios de Nova, 127 avenue Ledru Rollin, Paris). L'émission est diffusée en direct le vendredi, de 19H30 heures à 2 heures du matin. Au micro, après Aline Afanoukoé, Mélanie Bauer et Armel Hemme, ce sont Jean Morel dit JeanMo' et Raphäl Yem qui animent l'émission depuis 2013.
Les concerts sont en libre écoute sur le site des Nuits Zébrées

## Quelques archives

### Saison 2007
| Date              | Lieu                     | Programmation | Photos     |
| ----------------- | ------------------------ | --- | ---------- |
| 16 novembre 2007  | Le Chabada, Angers       | Bonga Kuenda, Gabriel Rios, Tender forever | ici        |
| 19 octobre 2007   | Paris                    | Hocus Pocus | ici        |
| 21 septembre 2007 | La Bellevilloise, Paris  | Dub Pistols, Micky Green, Yael Naïm, Telepopmusik                                                                                             | ici        |
| 29 juin 2007      | La Bellevilloise, Paris  | Outlines, Keren Ann, Trojan Sound System, Grand National, Elisa do Brazil, ...                                                                | ici        |
| 25 mai 2007       | La Bellevilloise, Paris  | Jason Edwards, Dubmatix, Jim Murple Memorial, Alice Russell, Dan Ghenacia, ...                                                                | ici        |
| 27 avril 2007     | Espace Julien, Marseille | Troublemakers, Desert Rebel feat. Ihmotep, Don Cavalli, Winston McAnuff & The Home Grown Band, Dj Science & Big Red, Soundclash Radio Nova... | ici        |
| 6 avril 2007      | L'Ampli, Pau             | Improvisators Dub, Stat-X & Mc Youthstar, Anakronic Electro Orkestra, DJ Gero & Soundclash Radio Nova                                         | ici et ici |
| 30 mars 2007      | La Bellevilloise, Paris  | Wax Tailor, Polemix & la Voix Off, Elzef, Chin Chin, ...                                                                                      | ici        |
| 23 février 2007   | CCM John Lenon, Limoges  | Bookmaker, DJ Cyprien Rose, Tinariwen, Rocé, ...                                                                                              | ici        |
| 26 janvier 2007   | La Bellevilloise, Paris  | Sébastien Martel, Ceux qui marchent debout, Junkyard prod., Little Mike, Joakim, ...                                                          | ici        |

### Saison 2006
| Date              | Lieu                       | Programmation                                                                                            | Photos |
| ----------------- | -------------------------- | --- | ------ |
| 15 décembre 2006  | Salle Barbey, Bordeaux     | Minor Majority, Bikini Machine, Just Jack, Adam Kesher, ...                                              | ici    |
| 17 novembre 2006  | La Bellevilloise, Paris    | Flox, Loïc Lantoine, Gringo da Parada, Zenzile Sound System, DJ Flore                                    | ici    |
| 15 octobre 2006   | Nef du Grand Palais, Paris | Zong, Bumcello, Amadou & Mariam, Tez, Dee Nasty, Saïan Supa Crew, Dj Mehdi, Beat Assaillant, Rachid Taha | ici    |
| 29 septembre 2006 | La Bellevilloise, Paris    | Piers Faccini, Herman Düne, Asia Argento, Sourya, Bost & Bim, DJ Automat                                 | ici    |
| 17 février 2006   | La Scène Bastille, Paris   | Bo Weavil, DJ Dee Nasty, A Drop (Bazbaz & Mac Anuff), Francky Brown,                                     | ici    |
| 20 janvier 2006   | Olympic, Nantes            | Wax Tailor, ...                                                                                          |        |

### Saison 2005
| Date          | Lieu        | Programmation                                      | Photos |
| ------------- | ----------- | -------------------------------------------------- | ------ |
| novembre 2005 |             | Booka Shade, ...                                   |        |
| mars 2005     |             | Thomas Di Matteo, Dj Format, C2C, Hocus Pocus, ... |        |
| février 2005  | Montpellier | Youngsters, DIP, Jamalski, ...                     |        |
| janvier 2005  |             | Dombrance, Feist, Camille, ...                     |        |

## Liens
- Le site "officiel" des Nuits Zébrées
- site internet de Radio Nova
- Des photos des Nuits Zébrées